# フォー・テット
フォー・テット（Four Tet）は、イギリスのミュージシャンであるキーラン・ヘブデン（Kieran Hebden、1978年 - ）のソロプロジェクト。イギリスのポストロックバンド、フリッジの元メンバー。
ヒップホップ・ミュージックやエレクトロニカ、テクノ、ジャズ、グライム、フォークソングなどの要素を取り入れた楽曲で知られる。またハウス・ミュージックからの影響も色濃い。
リミキサーとしても多方面で活躍しており、エイフェックス・ツイン、エクスプロージョンズ・イン・ザ・スカイ, スーパー・ファーリー・アニマルズ, レディオヘッド, ブロック・パーティー, アンドリュー・バード, バトルス, ザ・エックス・エックス, ブラック・サバスなどの楽曲のリミックスを手がけている。

## 略歴
1978年ロンドン生まれ。社会学の講師である父親と、南アフリカ系インド人の母親との間に生まれた。ロンドンのパットニーにあるエリオット校に進学し、クラスメートのアダム・イルハン、サム・ジェファーズと、フリッジというバンドを結成。ヘブデンが15歳の時に、このバンドはレコード会社と契約し、1997年に初のアルバム『Ceefax』（Output Recordings）をリリース。
ヘブデンの最初のソロ作品は、1997年に Output recordings からリリースしたシングル『Double Density』で、この時の名義は 4T Recordings であった。Four Tet 名義での最初の作品は、1998年にリリースした 36分25秒のシングル『Thirtysixtwentyfive』であった。また同年に、ジャズの影響を受けたセカンド・シングル『Misnomer』をリリース。翌年の1999年には初となるアルバム『Dialogue』をリリースし、ヒップホップのドラムラインに不協和音的なジャズを融合させた作風を見せた。また本アルバムからは、両A面シングル『Glasshead/Calamine』がリリースされた。
2001年に、ドミノ・レコーズよりセカンドアルバム『Pause』をリリース。フォークやエレクトロニカの要素をこれまで以上に用いた作風で、フォークトロニカというジャンルの作品として挙げられることもある。
2003年にはサードアルバム『Rounds』をリリース。また同年、レディオヘッドのヨーロッパツアーのオープニングアクトを務め、レディオヘッドのアルバム『ヘイル・トゥ・ザ・シーフ』から「Scatterbrain」のリミックスバージョンを披露した。2005年には、ジャズ・ドラマーのスティーヴ・リードと「キーラン・ヘブデン・アンド・スティーヴ・リード」として即興演奏のパフォーマンスを行い、世界ツアーを敢行した。このコラボレーションによる音源は『The Exchange Session Vol. 1』（2005年）『The Exchange Session Vol. 2』（2006年）としてリリースされている。また2005年にはアルバム『Everything Ecstatic』（ドミノ・レコーズ）をリリース。
ヘブデンは自身の作品のリリースと並行して、フォー・テット名義で、様々なジャンルのアーティストの楽曲のリミックスも手がけている。これまでに手がけたアーティストは、ティーガン・アンド・サラ、マッドヴィリアン, アンドリュー・バード, ブロック・パーティ, スーパー・ファーリー・アニマルズ, ベス・オートン, バッドリー・ドローン・ボーイ, CYNE, The Notwist, Boom Bip, バトルス, キングス・オブ・コンビニエンス, Lars Horntveth, ボノボ, ロスコ, ザ・エックス・エックス, トム・ヨーク、レディオヘッドなど多岐にわたる。2006年には、これらのリミックス作品をまとめた2枚組アルバム『Remixes』もリリースされた。
2012年には6枚目のアルバム『Pink』を、自身のレーベル Text Records よりリリース。また2013年には、未リリース音源を集めた配信限定アルバム『0181』をリリースし、LPバージョンも Text Records よりリリースされた。

## ディスコグラフィー

### アルバム (Four Tet名義)
- Dialogue (Output Recordings, 1999)
- Pause (Domino Records, 2001)
- Rounds (Domino Records, 2003) – 全英アルバムチャート60位[3]
- Everything Ecstatic (Domino Records, 2005) – 全英アルバムチャート59位[3]
- There Is Love in You (Domino Records, 2010) – 全英アルバムチャート35位[4] US 157位
- Pink (Text Records, 2012) – 全英アルバムチャート74位[5]
- Beautiful Rewind (Text Records, 2013) – 全英アルバムチャート108位[6]
- New Energy (Text Records, 2017) – 全英アルバムチャート48位[7]
- Sixteen Oceans (Text Records, 2020) – 全英アルバムチャート34位[7]
- Three (Text Records, 2024)

### アルバム (キーラン・ヘブデン・アンド・スティーヴ・リード名義)
- The Exchange Session Vol. 1 (Domino Records,  2006)
- The Exchange Session Vol. 1 (Domino Records, 2006)
- Tongues (Domino Records, 2007)
- NYC (Domino Records, 2008)

### ミックス
- Late Night Tales: Four Tet (Azuli Records, 2004) (DJ mix album)
- DJ-Kicks: Four Tet (Studio !K7,2006) (DJ-Kicksシリーズ)
- FabricLive.59 (Fabric Records, 2011) (Fabric discographyシリーズ)

## インタビュー等
- Guardian interview（英語）
- TheMilkFactory interview（英語）
- Sound On Sound interview（英語）
- Four Tet chooses his nine most influential records（英語）